# The Black Dahlia Murder
A The Black Dahlia Murder egy amerikai melodikus death-metal együttes. 2001-ben alakultak a michigani Waterfordban. Nevüket egy 1947-es gyilkossági esetről kapták. Demo lemezükön még metalcore-t játszottak, ezután tértek át a melodikus death metal műfajra. Első nagylemezüket 2003-ban jelentették meg. Lemezeiket a Metal Blade Records kiadó dobja piacra. 2019 nyarán új stúdióalbum rögzítésébe kezdtek. Trevor Strnad 2022. május 11.-én elhunyt. A halál okát ugyan nem jelentették be, azonban a National Suicide Prevention Lifeline telefonszámát megadták a bejelentés végén.

## Tagok
- Trevor Strnad - ének (2001-2022†)
- Brian Eschbach - ritmusgitár, vokál (2001-)
- Max Lavelle - basszusgitár (2012-)
- Alan Cassidy - dobok (2012-)
- Brandon Allis - gitár (2016-)

## Diszkográfia

### Stúdióalbumok
- Unhallowed (2003)
- Miasma (2005)
- Nocturnal (2007)
- Deflorate (2009)
- Ritual (2011)
- Everblack (2013)
- Abysmal (2015)
- Nightbringers (2017)
- Verminous (2020)[3]